# Ponte Prek Tamak
Il ponte Prek Tamak è un ponte stradale a circa 26 km a nord di Phnom Penh in Cambogia.
Il ponte scavalca il fiume Mekong e mette in comunicazione la Strada nazionale 6A e la Strada nazionale 8. Ha una lunghezza complessiva di 1,060 m, una carreggiata unica largha 13,5 m e vi vige il limite di velocità di 60 km/h. È costituito da una serie di travi in cemento armato delle quali la luce maggiore è di 170 m. I lavori sono stati realizzati dalla compagnia cinese Shanghai Construction Group per un costo di 43,5 milioni di dollari US e sono durati 50 mesi. È stato aperto al traffico nel 2010.